# Église Saint-Germain de Blet
Pour les articles homonymes, voir Église Saint-Germain.
L'église Saint-Germain dépend du diocèse de Bourges est une église catholique située sur la commune de Blet dans le département du Cher, en France.

## Localisation et tourisme
Au centre du village, l'église Saint-Germain fait partie du circuit touristique du Berry Roman.

## Histoire
Avant les reconstructions, l'église se composait d'une nef simple de trois travées, d'un transept portant un clocher sur sa croisée et d'un chœur de trois travées avec bas-côtés et absides circulaires. La tour centrale n'existe plus et a été remplacée par un clocher en bois, lui-même remplacé par un clocher en pierre précédant le pignon de la nef. La nef a été remaniée, ainsi que le chœur et le transept.
L'église de Blet, elle aussi, jouit d'un passé historique non négligeable et dont la construction remonte vers la fin du XIe siècle ou début du XIIe siècle.
Ravagée par un incendie lors des guerres de Religion, très probablement à l'occasion du passage du duc de Deux-Ponts dans la région, elle n'en a pas moins conservé les traces d'une construction primitive très soignée et des sculptures d'un réel intérêt architectural.
L'édifice est inscrit au titre des monuments historiques par arrêté du 2 mars 1926.

### Restauration auXXesiècle.
Le 31 décembre 1903, François Romain Pascal, préfet du Cher, donnait son approbation au projet de restauration de l'église de Blet. Cette restauration est l’œuvre exclusive et magnifique de Aymard, Marquis de Nicolaÿ, ancien maire de cette commune et de Dame Marthe, Marquise de Nicolaÿ, née de Bonneval. Les plans et devis des travaux à exécuter avaient été confiés à Monsieur Pascault, architecte à Bourges. Ces travaux comprennent la restauration extérieure et entière de l'église, ainsi que la construction, en saillie, sur la place publique, d'une sacristie et d'un clocher. Par délibération en date du 15 mars 1903, le conseil municipal avait donné le terrain nécessaire à la construction de la sacristie et du clocher. Les dépenses prévues pour la restauration de l'église et les constructions indiquées s'élevaient à soixante-quinze mille francs. Ernest Bassot, de Nérondes, fut désigné comme entrepreneur.
Laissé par autorisation spéciale au choix du bienfaiteur, le travail de restauration de l'abside et des bas-côtés commença courant 1904 et fut terminé en la même année. Pendant l'hiver 1904-1905, fut creusée la fouille du clocher jusqu'à quatre mètres de profondeur, pour atteindre le terrain solide. Cette fouille a été remplie de béton pilonné et ciment armé en février 1905. Quelques semaines plus tard pouvaient avoir lieu la pose et la bénédiction solennelle de la première pierre du clocher. Les membres du Conseil de fabrique avaient invité par lettre tous les habitants de la commune de Blet à la cérémonie fixée au dimanche 19 mars, à l'issue des vêpres. Pierre-Paul Servonnet, archevêque de Bourges, avait désigné comme président de cette cérémonie l'abbé Tassin, vicaire général, archidiacre de Saint-Amand, entouré dans cette circonstance de MM. Mamet, curé-doyen de Nérondes, Bardeau, curé d'Ourouër, Lelièvre, curé de Chalivoy-Milon, Touzet, curé d'Ignol, Mayan, curé de Givardon, Vincent, curé de Cornusse, Beigneux, curé de Charly et Feignon, curé de Blet.

## Description
L'église appartient au plan crucial avec abside circulaire, chœur, bas-côtés aux extrémités arrondies, tour centrale (ancien clocher), transept dont les bras ont aujourd'hui disparu. Toute cette partie est voûtée de plein cintre et remonte à la fin du XIe siècle. Plus massive et moins bien éclairée que celle de Plaimpied, l'église de Blet est plus originale et plus riche encore d'ornementation.
L'abside voûtée en quart de sphère est éclairée par trois fenêtres ornées de colonnettes; l'archivolte d'entrée est portée sur colonnes engagées.
Le chœur est voûté d'un berceau demi-cylindrique plus élevé que l'abside d'environ 2,50 m. Le pignon qui ferme cette partie ne laisse voir aucune fenêtre au-dessus du toit de l'abside.
Le chœur communique avec les galeries latérales par trois baies de chaque côté. La première, à l'Est, plus large, est sur pieds-droits et porte trois arcades de triforium; les deux autres, plus étroites, sont séparées par un pilier de plan quadrilobé et portent chacune seulement deux arcades de triforium, Les cintres sont nus et massifs; des arcs doubleaux, à chaque travée, soutiennent le berceau supérieur le premier retombe sur une colonne engagée, le second sur un pied droit reposant en porte-à-faux sur le tailloir des piliers à quatre fûts. Aucune fenêtre n'éclaire la partie supérieure, et cette obscurité est un caractère d'archaïsme. Les bas-côtés ont leurs travées voûtées, de pénétration à vive arête avec arcs doubleaux séparatifs des travées. Leurs absidioles extrêmes sont percées de fenêtres et étaient naguère séparées et utilisées comme sacristie. Dans celle au nord, des traces de peintures anciennes ont été découvertes.
La tour centrale est voûtée d'une coupole octogone sur trompillons. Les bras du transept sont, aujourd'hui, coupés au droit des murs des bas-côtés du chœur. On voit encore les arrachements des extrémités démolies, et nous ne pouvons douter, après tant d'églises de plan analogue que des absidioles orientées n'y aient existé.
La hauteur des voûtes de l'abside est de 7,80 m, celle des voûtes du chœur de 10,15 m, celle de la coupole de 14,10 m  La nef est un rectangle qui n'a pas moins de 9,30 m de large et qui est voûtée d'un seul berceau aigu, peu élevé : 13,20 m, le plus large vaisseau du département. 
L'abside est décorée de deux colonnes formant contreforts et séparant les fenêtres. Celles-ci sont encadrées par la saillie de pieds-droits qui se continue en arcades. En outre, ces cintres saillants sont contournés d'un larmier sculpté qui se continue même autour des colonnes. Le haut des murs est décoré d'une arcature aveugle, détruite au nord. Les toits, autrefois très plats, comme le montrent d'anciens couvre-solins au pignon du chœur, étaient distincts ; ceux des bas-côtés aboutissaient au-dessous de la corniche du chœur qu'ils laissaient dégagée et apparente. À la suite du terrible sinistre qui a ravagé toute cette partie, un seul toit a été jeté sur le tout. 
À l'intérieur, un escalier en pierre permet l'accès à la tour centrale. Il est logé en arrière de son pilier sud-ouest et prend lumière sur l'intérieur de l'église, grâce à de petites fenêtres. À une certaine hauteur se trouve une chambre pratiquée dans l'épaisseur du mur extérieur et éclairée par une petite fenêtre haute de 0,50m. et large de 0,15m. Le plafond est un quart de cylindre relevé contre la paroi intérieure, Une niche a pu servir de siège. L'église de Blet est d'une grande richesse sculpturale, intacte au-dedans, et même encore appréciable au-dehors, quoique très altérée. Les chapiteaux de l'intérieur sont nombreux, curieux et tous variés. Les uns sont revêtus de feuillage où l'acanthe classique se marie à la tige enroulée en arabesque ; d'autres sont allégoriques et représentent des personnages traités avec barbarie. Les bases sont originales, composées d'un petit tore, d'une gorge et d'un très gros tore ou renflement inférieur, presque toujours orné de feuillages ou de stries en hélice. Une de ces bases est liée d'un câble. Ces sculptures sont en pierre de Charly. 
Une colonne du bas-côté Sud a le fût tout entier revêtu de pas d'hélice; elle est d'une pierre étrangère à la localité, elle peut être comparée à certaines colonnes de l'église de Chalivoy. (Ces textes sont extraits de la « Statistique monumentale du Cher » de Buhot de Kersers.) 

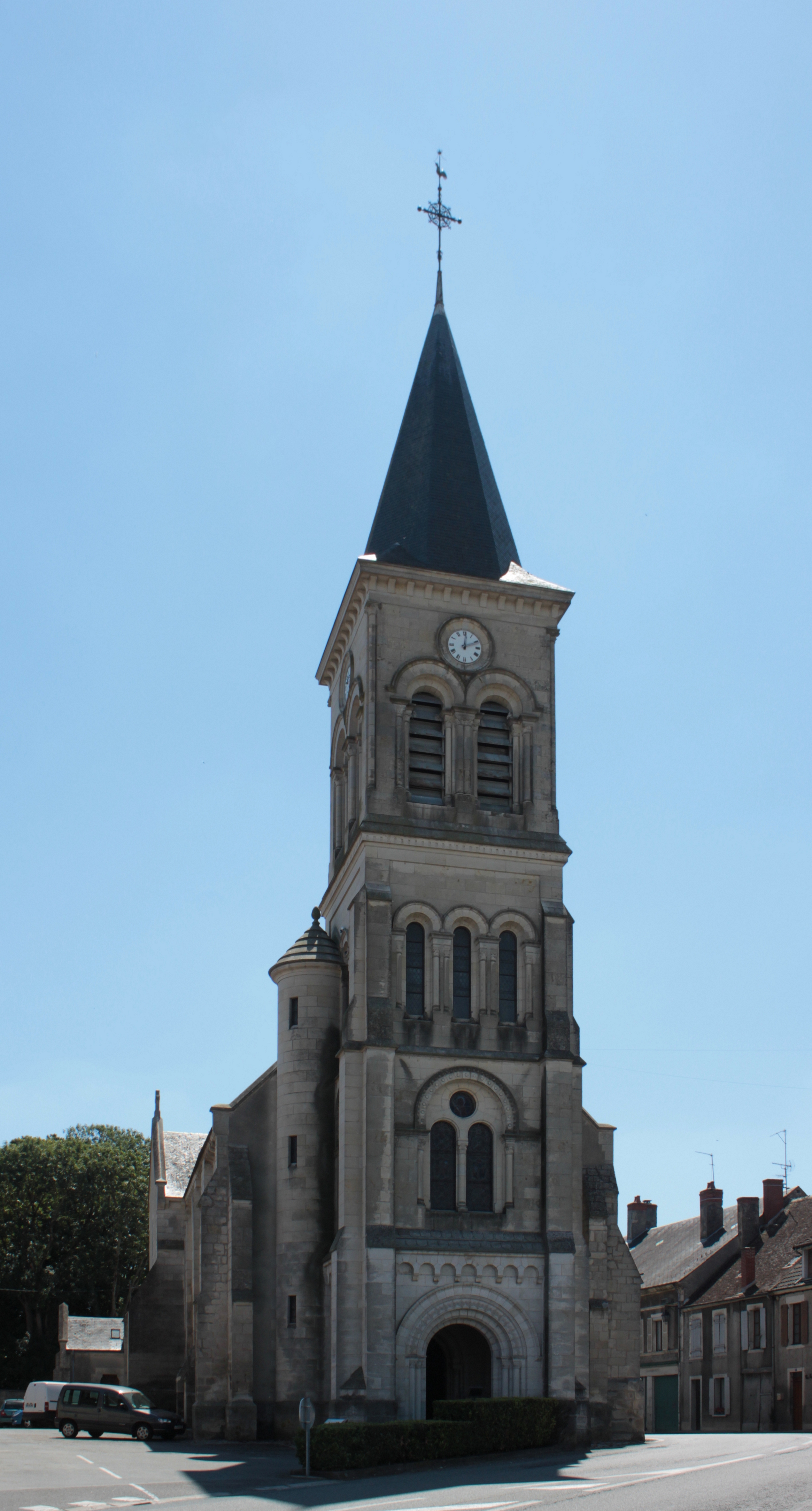
Vue Avant
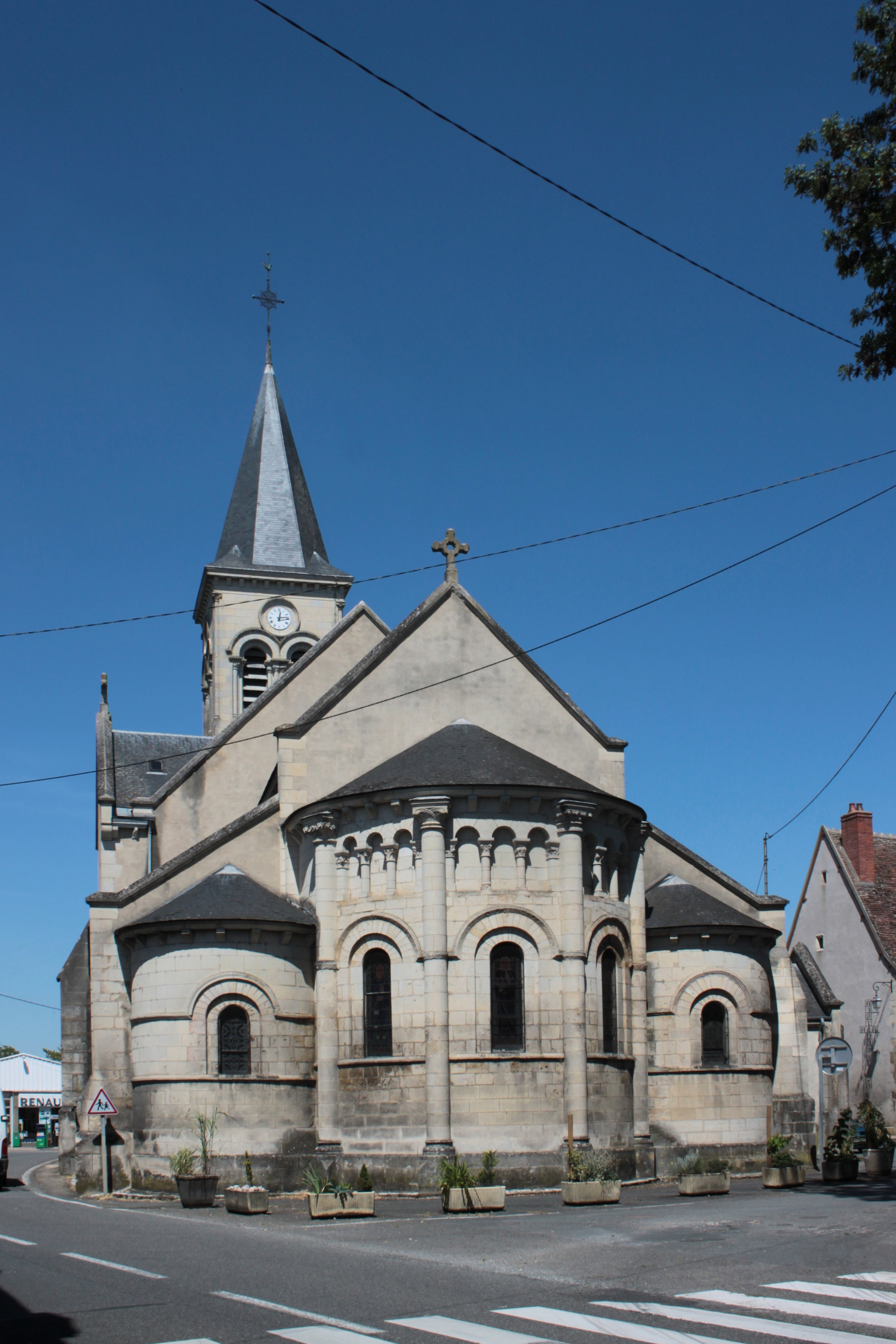
Vue Arrière